# Montay
Montay – miejscowość i gmina we Francji, w regionie Hauts-de-France, w departamencie Nord.
Według danych na rok 1990 gminę zamieszkiwały 324 osoby, a gęstość zaludnienia wynosiła 59 osób/km² (wśród 1549 gmin regionu Nord-Pas-de-Calais Montay plasuje się na 906. miejscu pod względem liczby ludności, natomiast pod względem powierzchni na miejscu 637.).